# Crown Film Unit
Die Crown Film Unit war eine von 1940 bis 1952 existierende, staatlich-britische Produktionseinheit, mit der vor allem während des Zweiten Weltkriegs eine Fülle von zumeist kurzen, gelegentlich aber auch abendfüllenden Dokumentarfilmen oftmals propagandistischer Inhalte hergestellt wurde.

## Firmengeschichte
Die Crown Film Unit ging 1940 aus der GPO Film Unit hervor, einer Unterabteilung des britischen General Post Office (GPO), die 1933 zur Produktion von Informations- und Werbefilmen gegründet wurde. Nach Beginn des Zweiten Weltkriegs wurde die GPO dem britischen Informationsministerium unterstellt und firmierte fortan als Crown Film Unit. Der Zweck war die filmische Information der einheimischen Bevölkerung durch die Regierung, aber auch die Weiterverbreitung britischer Überzeugungen gegenüber der internationalen Völkergemeinschaft. Als Zielsetzung wurde im Inland vor allem die Stärkung des Widerstandswillens in der Bevölkerung gegenüber der deutschen Kriegsmaschinerie postuliert. Dieser drohte primär während des so genannten „London Blitz“, dem Versuch Nazi-Deutschlands, auch Großbritannien im Rahmen eines „Blitzkriegs“ (1940/41) rasch zu unterwerfen, geschwächt zu werden. Gegenüber dem Ausland (und vor allem dem späteren Kriegsalliierten USA) sollte die Crown Film Unit mit ihren Produktionen die Notwendigkeit eines gemeinsamen Vorgehens gegen Hitler-Deutschland unterstreichen. Die US-Amerikaner wiederum sollten in ihrem Kriegswillen mit dem Argument gestärkt werden, dass ihre „kämpfenden Vetter“ auf den Britischen Inseln im Kampf gegen die Faschisten auf dem Kontinent nicht allein gelassen werden dürften.
Der Crown Film Unit oblag es, mit ihren Filmen dokumentarischen Inhalts, etwa über die britischen Kriegsanstrengungen, ein Klima der Zuversicht zu erzeugen. Unter der Leitung des Produzenten Ian Dalrymple entstanden zum Teil recht hochwertige Informationsfilme, die ihre propagandistischen Inhalte wie etwa in Listen to Britain künstlerisch geschickt zu kaschieren verstanden. Mit Regisseur Humphrey Jennings besaß die Filmeinheit einen Regisseur, der im Krieg mit seinen Crown-Film-Unit-Arbeiten ein ebenso nüchternes wie bisweilen auch grimmiges Bild von der Stimmung in der britischen Bevölkerung zur Zeit der Bombardierungen durch die deutsche Luftwaffe nachzuzeichnen versuchte. Diese Filme wurden auch für das amerikanische Publikum gedreht, um eine angloamerikanische Waffenbrüderschaft zu promoten und zu befördern. Hin und wieder stellten sich bekannte britische (Laurence Olivier, Michael Redgrave, John Gielgud Bernard Miles, Marius Goring) bzw. aus Hitler-Deutschland geflohene Schauspieler (Lucie Mannheim) der Crown Film Unit zur Verfügung – sei es als Darsteller, sei es als Sänger oder als Sprecher.
Kurz nach der Besetzung Deutschlands durch alliierte Truppen 1945 schickte die Crown Film Unit ein Team in das kriegszerstörte, besiegte Land, um unter Jennings eine Bestandsaufnahme der Realitäten vor Ort aufzunehmen. Das 18-minütige Filmwerk nannte sich A Defeated People und wurde erstmals am 17. März 1946 der Öffentlichkeit vorgestellt. Im selben Monat schloss die Regierung das Informationsministerium als ehemalige Kriegseinrichtung und ersetzte es durch das Central Office of Information, das auch die Leitung der Crown Film Unit fortführte. Obwohl diese Filmeinheit nunmehr immer stärker an Bedeutung verlor, konnte sie mit dem 1949 veröffentlichten Dokumentarfilm Daybreak in Udi im darauf folgenden Jahr sogar einen Oscar gewinnen. Auch der Dokumentarfilm Royal Scotland (1952) wurde für einen Oscar in der Rubrik Bester Dokumentarfilm nominiert. Dennoch wurde die Crown Film Unit im selben Jahr 1952 durch die damals in London regierenden Tories aufgelöst. Dieser Entscheidung gingen Kontroversen mit der Labour Party voraus.

## Produktionen (Auswahl)
- 1940: Musical Poster Number One (Regie: Ben Lye)
- 1940: Men of the Lightship (Regie David MacDonald)
- 1941: This is England (Regie: Humphrey Jennings)
- 1941: Target for Tonight (Regie: Harry Watt)
- 1942: Listen to Britain (Regie: Humphrey Jennings)
- 1942: A Letter From Ulster (Regie: Brian Desmond Hurst)
- 1943: Fires Were Started (Regie: Humphrey Jennings)
- 1943: The True Story of Lili Marlene (Regie: Humphrey Jennings)
- 1943: Before the Raid (Regie: Jiří Weiss)
- 1943: The Silent Village (Regie: Humphrey Jennings)
- 1944: Two Fathers (Regie: Anthony Asquith)
- 1945: A Diary for Timothy (Regie: Humphrey Jennings)
- 1946: A Defeated People (Regie: Humphrey Jennings)
- 1949: Daybreak in Udi (Regie: Terry Bishop)
- 1951: Mary’s Birthday (gezeichnet von Lotte Reiniger)
- 1952: Royal Scotland (Regie: Gerard Bryant)